# Gnathopogon polytaenia
Gnathopogon polytaenia är en fiskart som först beskrevs av Nichols 1925.  Gnathopogon polytaenia ingår i släktet Gnathopogon och familjen karpfiskar. Inga underarter finns listade i Catalogue of Life.